# Dichaea elianae
Dichaea elianae är en orkidéart som beskrevs av Xim.Bols. Dichaea elianae ingår i släktet Dichaea och familjen orkidéer. Inga underarter finns listade i Catalogue of Life.

## Bildgalleri

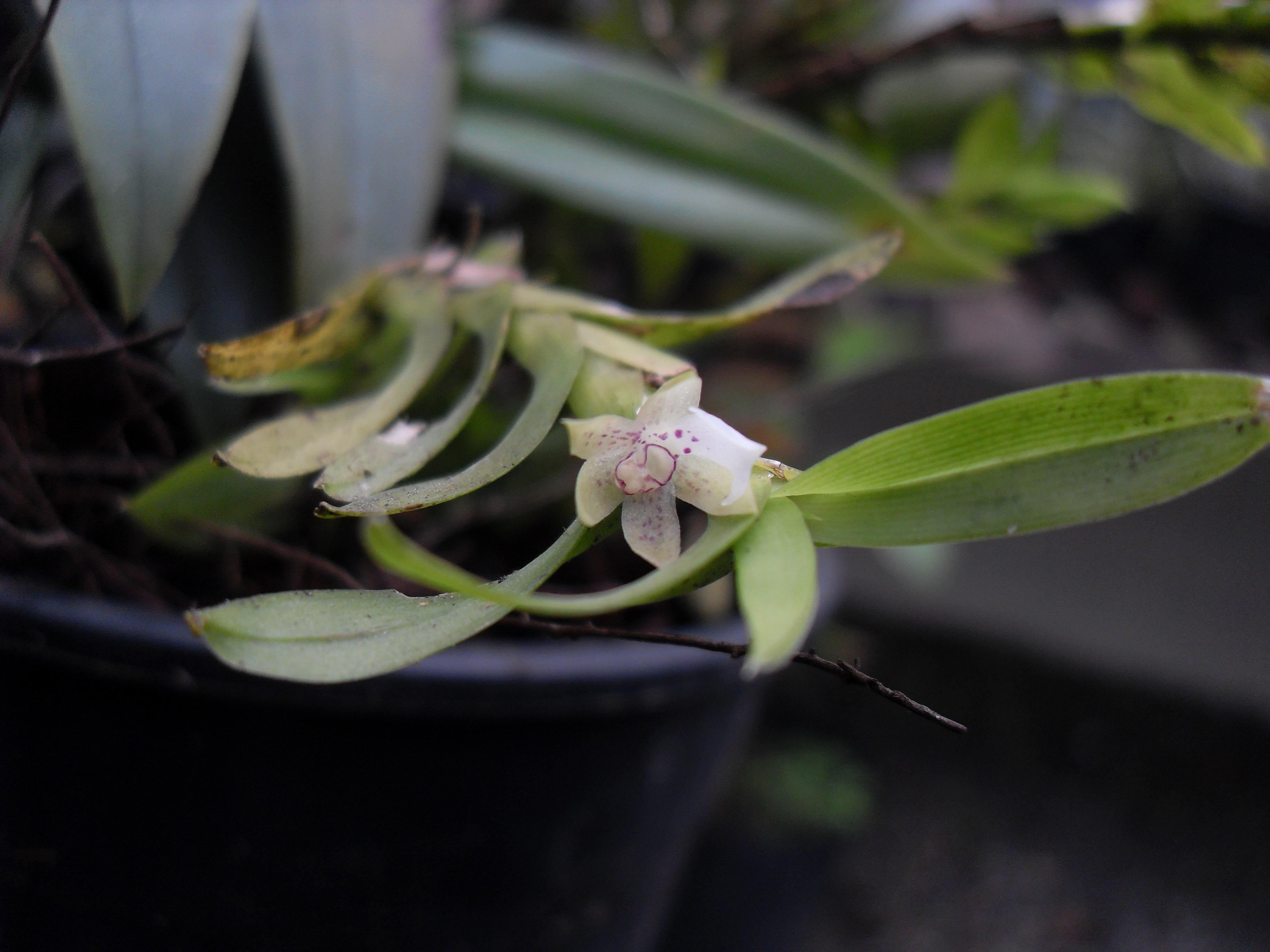
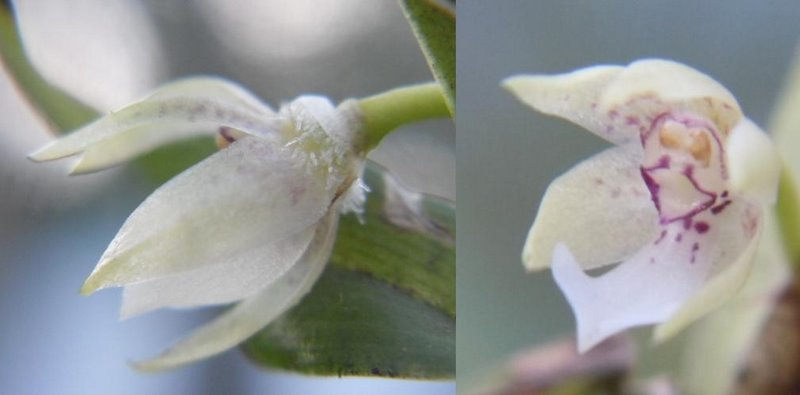
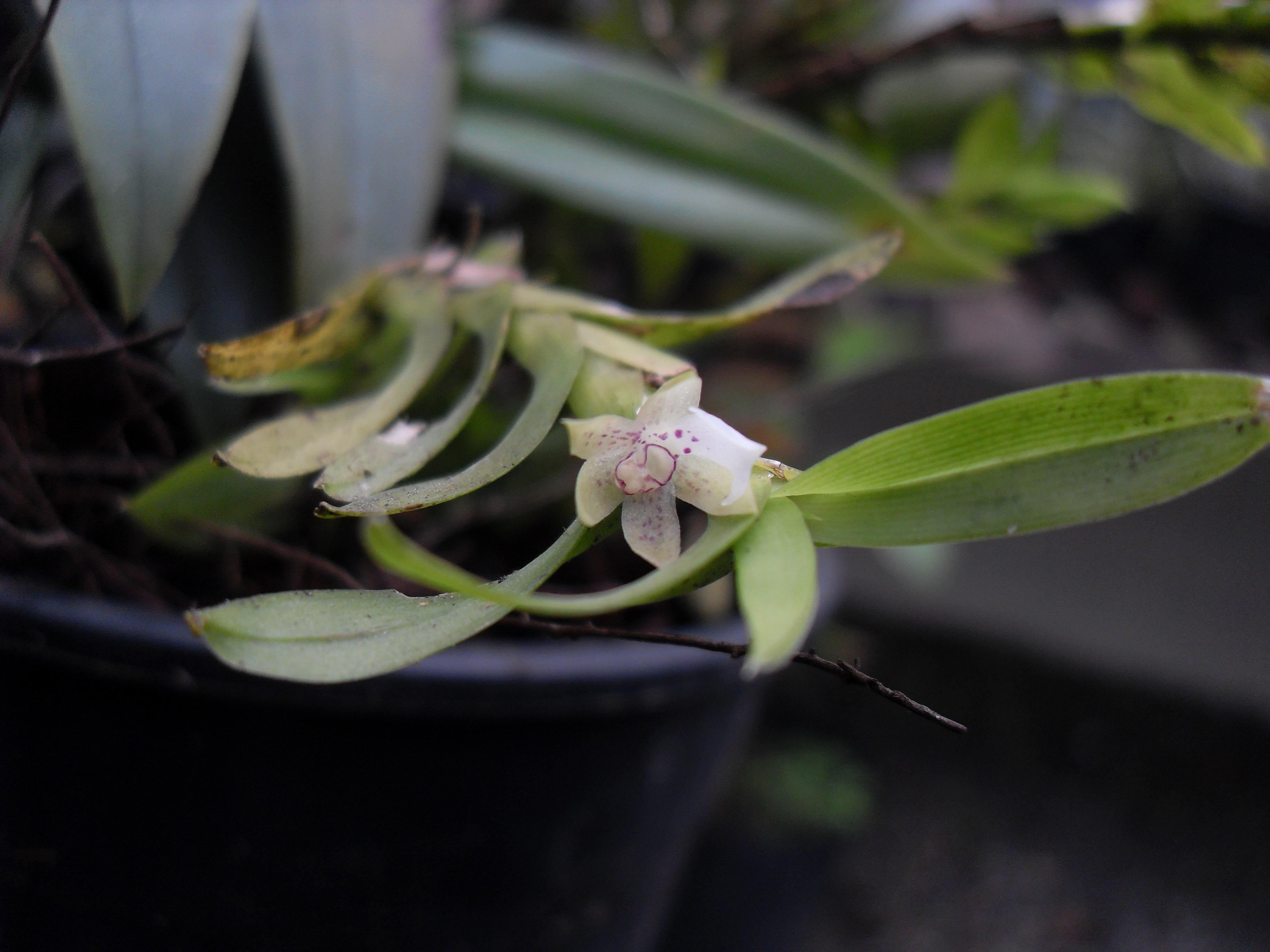